# Namsen
La Namsen est une rivière de Norvège, dans le comté de Nord-Trøndelag. Elle coule à travers la vallée de Namdalen, à laquelle elle donne son nom. Elle draine un bassin d'environ 6 000 km2.
Elle se jette dans le Namsensfjord et la mer de Norvège à Namsos.
La Namsen est connue pour être l'une des rivières les plus riches en saumon au monde.